# Arthur Kaliyev
Arthur Kaliyev, född 26 juni 2001, är en uzbekiskfödd amerikansk professionell ishockeyforward som spelar för Los Angeles Kings i National Hockey League (NHL). Han har tidigare spelat för Hamilton Bulldogs i Ontario Hockey League (OHL).
Kaliyev draftades av Los Angeles Kings i andra rundan i 2019 års draft som 33:e spelare totalt.

## Statistik
| Källa: Utv = Utvisningsminuter Uppdaterad: 2021-02-03 | Källa: Utv = Utvisningsminuter Uppdaterad: 2021-02-03 | Källa: Utv = Utvisningsminuter Uppdaterad: 2021-02-03 |                           | Grundserie                | Grundserie                | Grundserie                | Grundserie                | Grundserie                |     | Slutspel | Slutspel | Slutspel | Slutspel | Slutspel |
| Säsong                                                | Lag                                                   | Liga                                                  | Matcher                   | Mål                       | Assists                   | Poäng                     | Utv                       | Matcher                   | Mål | Assists  | Poäng    | Utv      |          |          |
| ----------------------------------------------------- | ----------------------------------------------------- | ----------------------------------------------------- | ------------------------- | ------------------------- | ------------------------- | ------------------------- | ------------------------- | ------------------------- | --- | -------- | -------- | -------- | -------- | -------- |
| 2014–2015                                             | Little Caesars AAA                                    | HPHL                                                  | 16                        | 5                         | 3                         | 8                         | 4                         | —                         | —   | —        | —        | —        |          |          |
| 2015–2016                                             | Little Caesars AAA                                    | HPHL                                                  | Statistik ej tillgänglig. | Statistik ej tillgänglig. | Statistik ej tillgänglig. | Statistik ej tillgänglig. | Statistik ej tillgänglig. | Statistik ej tillgänglig. | —   | —        | —        | —        | —        |          |
| 2016–2017                                             | Detroit Compuware                                     | HPHL                                                  | 19                        | 13                        | 5                         | 18                        | 2                         | —                         | —   | —        | —        | —        |          |          |
| 2017–2018                                             | Hamilton Bulldogs                                     | OHL                                                   | 68                        | 31                        | 17                        | 48                        | 20                        | 21                        | 3   | 8        | 11       | 6        |          |          |
| 2018–2019                                             | Hamilton Bulldogs                                     | OHL                                                   | 67                        | 51                        | 51                        | 102                       | 22                        | 4                         | 1   | 1        | 2        | 0        |          |          |
| 2019–2020                                             | Hamilton Bulldogs                                     | OHL                                                   | 57                        | 44                        | 54                        | 98                        | —                         | —                         | —   | —        | —        |          |          |          |
| 2020–2021                                             | Los Angeles Kings                                     | NHL                                                   | 1                         | 1                         | 0                         | 1                         | 0                         | —                         | —   | —        | —        | —        |          |          |
| NHL totalt                                            | NHL totalt                                            | NHL totalt                                            | 1                         | 1                         | 0                         | 1                         | 0                         | —                         | —   | —        | —        | —        |          |          |
| OHL totalt                                            | OHL totalt                                            | OHL totalt                                            | 192                       | 126                       | 122                       | 248                       | 70                        | 25                        | 4   | 9        | 13       | 6        |          |          |

### Internationellt
| Källa: Uppdaterad: 2021-02-03 | Källa: Uppdaterad: 2021-02-03 | Källa: Uppdaterad: 2021-02-03 |         | Utv = Utvisningsminuter | Utv = Utvisningsminuter | Utv = Utvisningsminuter | Utv = Utvisningsminuter | Utv = Utvisningsminuter |
| År                            | Lag                           | Mästerskap                    | Matcher | Mål                     | Assists                 | Poäng                   | Utv                     |                         |
| ----------------------------- | ----------------------------- | ----------------------------- | ------- | ----------------------- | ----------------------- | ----------------------- | ----------------------- | ----------------------- |
| 2018                          | USA                           | Hlinka Gretzky                | 5       | 3                       | 3                       | 6                       | 0                       |                         |
| 2020                          | USA                           | JVM                           | 5       | 4                       | 2                       | 6                       | 4                       |                         |
| 2021                          | USA                           | JVM                           | 7       | 3                       | 5                       | 8                       | 4                       |                         |
| Junior totalt                 | Junior totalt                 | Junior totalt                 | 17      | 10                      | 10                      | 20                      | 8                       |                         |